# 柳廣輝
柳廣輝（1970年3月14日—）是台灣導演。

## 生平
出生於台灣彰化市，父親來自中國大陸山東省萊陽縣，母親為南投埔里人。就讀台北藝術大學期間受到資深影評人黃建業老師以及楊德昌老師影響，對電影藝術產生興趣。期間參與校外廣告MV等拍攝助理工作，開始建立影像概念。1994年開始從事MV導演工作，拍攝國台語上百支MV。2002年開始轉向戲劇拍攝，作品多以偶像劇居多。期間也從事電影劇本開發以及舞台劇導演等工作。2020年以電影《刻在你心底的名字》入圍大阪國際電影節競賽，2020年巴西聖保羅影展新導演競賽，並入圍第57屆金馬獎五項大獎。

### 私人生活
柳廣輝為已出櫃的男同性戀者，他將自身高中的初戀故事改編成《刻在你心底的名字》劇本。

## 作品

### 電影/舞台劇
- 2013年擔任網路微電影《成人記》[3]導演。獲2012中國電視網年度最佳網劇及導演提名。
- 2014年擔任《心天堂樂園》編劇。是台灣文化部電影劇本創作開發案的得獎作品[4]。
- 2015年擔任《野孩子》編劇。[5]入圍台灣文化部電影事業處評選優良劇本。
- 2016年擔任《22個男人》[6]導演及編劇。
- 2019年擔任《大家安靜30》導演。[7]改編自英國作家Michael Frayn 的劇作 “Noises Off. ”全台12場巡演場場爆滿。
- 2020年擔任《刻在你心底的名字》導演。入圍大阪國際電影節競賽單元[8]、巴西聖保羅影展青年導演競賽、金馬奇幻影展開幕片[9]、台灣酷兒影展開幕片[10],中國青年電影手冊2020年度最佳LGBT電影等。全台票房突破一億台幣，入圍57屆金馬獎5項大獎，並贏得最佳攝影與最佳電影主題曲雙金，此曲並獲台灣金曲獎年度最佳歌曲。[11]。
- 2021年擔任微電影《親親壞姊妹》導演。

### 電視劇/網路劇
除《愛情白皮書》外皆為導演。
- 2001年《貧窮貴公子（和夫菱子篇）》。
- 2002年《愛情白皮書》[12]。
- 2002年《紫色角落》。
- 2003年《粉紅教父小甜甜》[13]。
- 2004年《我只在乎你》。
- 2005年《擺渡》大愛電視台。
- 2006年《我的兒子是老大》。
- 2008年《蜂蜜幸運草》[14]。
- 2008年《青梅竹馬》。
- 2009年《協奏曲》[14]。
- 2011年《珍愛林北》[14]。
- 2016年《火車情人》[15]。
- 2017年《懶人美食日記》[16]。
- 2017年 擔任愛奇藝網劇《瑪麗蘇遇上傑克蘇》[17]監製及共同導演。
- 2019年 擔任三立/台視偶像劇《你有念大學嗎》[18]導演。
- 2024年 擔任Netflix/GagaOOLala偶像劇《某某》導演

### Music Video
- 1996年：黃鶯鶯〈ETERNAL FLAME〉
- 1996年：黃鶯鶯〈I Can't Tell You Why〉
- 1996年：黃鶯鶯〈約束 〉
- 2022年：李佳薇〈那一瞬間〉

## 演出作品

### 電視劇/網路劇
- 2023年：《地獄里長》飾演 王培源
- 2024年：《某某》飾演 體育老師